# Grease (musical)
Grease é um musical criado por Jim Jacobs e Warren Casey em 1971. Seu nome vem de uma subcultura de jovens trabalhadores norte-americanos conhecidos como "greasers", gangues de rua existentes no nordeste e no sudeste dos Estados Unidos na década de 1950. O estilo de vida destes jovens tornou-se popular entre a juventude americana devido ao seu aspecto de rebelião aos modos e costumes.
A peça se passa em 1959, na fictícia 'Rydell High School' - baseado nas experiências de Jacobs na William Taft High School, em Chicago - e segue a vida de dez adolescentes e sua realidade de namoros, amores, carros e drive-ins. Os temas musicais procuram seguir os sons dos primórdios do rock and roll.
Na montagem original da peça na Broadway, que quebrou todos os recordes de longevidade, grease era um musical duro, rude, vulgar e agressivo, que foi sendo domesticado e higienizado nas montagens posteriores. O enredo aborda questões sociais como gravidez adolescente e violência entre gangues, amor, amizade, rebelião, descobertas sexuais e conflito de classes.
Estreando em Chicago em 1971 e na Broadway em 1972, ele tornou-se um sucesso tanto nos palcos como na adaptação cinematográfica, mas o argumento original foi sendo mudado drasticamente e seus personagens juvenis tornaram-se menos característicos da cidade e mais genéricos. Ao encerrar sua carreiras nos palcos nova-iorquinos, em 1980, depois de 3338 apresentações, Grease tinha se tornado o musical de maior duração da história da Broadway, recorde que viria a perder três anos depois, suplantado por A Chorus Line.
Grease tornou-se um sucesso mundial, com uma longa temporada no West End de Londres e versões ao redor do mundo, um filme campeão de bilheteria, duas remontagens bem sucedidas em 1994 e 2007 na Broadway, e virou tema de centenas de representações em grupos de teatro amador, escolas secundárias e estudantes de arte dramática em universidades americanas.

## Prêmios
Grease foi nomeado para sete Prêmios Tony em 1972, incluindo melhor musical, melhor ator e melhor coreografia. Adrienne Barbeau ganhou o Theatre World Award de melhor atriz coadjuvante e o musical ganhou o Drama Desk Award de melhor coreografia e melhor vestuário.